# 吴贞毓
吴贞毓（1616年—1654年），字元声，一字长声，南直隶宜兴县宜城镇人（今江苏宜兴宜城镇人）。明末政治人物。

## 生平
吳貞毓生于明神宗万历四十四年丙辰（1616年），崇祯六年（1633年）中舉人，崇禎十六年（1643年）癸未科二甲三十二名进士，通政司觀政，十七年授户部雲南司主事。隆武時，任吏部文选主事，辗转至南宁。因與大学士嚴起恒、兵部侍郎楊鼎和堅決反对孙可望稱王，可望怨恨在心。孙可望派贺九义带兵五千人，刺杀嚴起恒和杨鼎和、兵科给事中刘尧珍、吴霖、张载述等五人，投其尸于水，當天吴贞毓出差在外得免。贞毓等密谋以李定国入卫护守安龙，以克制孙可望，密使员外郎林青阳驰往谕之，結果事泄被孙可望侦知。永历八年（1654年）三月二十六日，贞毓與文臣全为国、张福禄、徐极、林青阳、张镌、郑允元、赵赓禹、周永吉、朱议㞙等十八人被孙可望以“欺君误国，盗宝矫诏”罪杀害，史称“十八人之狱”。葬于北关马场。

## 家族
高祖父吳儼，成化二十三年進士。曾祖吳驂，廣西潯州知府，晋阶大中大夫。祖父吳夢熊，萬曆丁丑進士，浙江乌程知縣。父吳時徽，赠承德郎祠祭司员外郎。兄吳貞啓，崇禎十年進士。

### 引用
1. ↑  雍正《宜興縣志》·卷七·選舉志：崇禎六年癸酉（舉人）……吳貞啓 儼元（玄）孫，丁丑會元……吳貞毓 貞啟弟，癸未進士，有傳
2. ↑  《明季南略》卷十五
3. ↑  《崇禎十六年癸未科進士三代履歷》：吳貞毓，元聲，春秋房，丙辰年七月二十二日生。宜兴人，癸酉五十一名，會試二百六十三名，二甲三十二名。通政司觀政，甲申授户部雲南司主事。

### 書目
- 《明史·吴贞毓传》

## 延伸阅读
[在维基数据编辑]
 《明史卷二百七十九》，出自《明史》